# Svagbørnskolonien Nordstrand
Svagbørnskolonien Nordstrand er en baraklignende koloni ved Nykøbing Sjælland.
Nordstrand fungerede som svagbørnskoloni fra 1932 og indtil 1972. Herefter fik kolonien status som Sommerskole, dels fordi ordet svagbarn, var blevet noget slidt, og dels fordi de økonomiske og sociale forhold på Frederiksberg havde udviklet sig således at det nu mere var adfærd end helbred der var genstand for opmærksomhed på de Frederilsbergske skoler. I 1982 sluttede denne epoke helt da det fra politisk hold blev bestemt at man i stedet for at tilgodese de mest udsatte elever og familer, i stedet valgte at give alle lige meget. Herefter har alle 4. eller 5. klasser fået et ophold på en uge på kolonien. Skolesommerferierne har fra starten altid været en feriekolonimulighed ved skov og strand. Status har herefter været Kolonien Nordstrand.
Poul George Donchill Holmberg som var forstander, gik på pension i 1978 efter 38 år, og døde 1996.
Hans søn, Tom Donchill Holmberg har herefter fungeret som Forstander i nogen år.
Der er oprettet en Facebookside som hedder Svagbørnskolonien Nordstrand
|  | Denne artikel om en bygning eller et bygningsværk kan blive bedre, hvis der indsættes et (bedre) billede. Du kan hjælpe ved at afsøge Wikimedia Commons for et passende billede eller lægge et op på Wikimedia Commons med en af de tilladte licenser og indsætte det i artiklen. |

|  | Denne artikel kan blive bedre, hvis der indsættes geografiske koordinater Denne artikel omhandler et emne, som har en geografisk lokation. Du kan hjælpe ved at indsætte koordinater i wikidata. |